# アポストロス・ツィリンギリス
アポストロス・ツィリンギリス（Apostolos Tsilingiris (ギリシア語: Απόστολος Τσιλιγγίρης、2000年9月6日 - ）は、ギリシャ・クサンティ出身のプロサッカー選手。イラクリス・テッサロニキFC所属。ポジションは、ゴールキーパー。

## クラブ歴
2019年8月29日、19歳の時にアリスと1年契約を結んだ。
11月10日、アステラス・トリポリス戦で退場処分を受けたファビアン・エーマンとの交代で途中出場し、スーパーリーグデビューを果たした。11月24日、1-1で引き分けたAEKアテネ戦で初めてフル出場、ペトロス・マンタロスにPKを決められたものの、それ以外はほぼ完璧なパフォーマンスを披露し、この試合の最優秀選手に選出された。

## 個人成績

### クラブ
2019年12月1日現在
| クラブ     | シーズン | リーグ          | リーグ | リーグ | カップ | カップ | 合計 | 合計 |
| クラブ     | シーズン | リーグ          | 出場   | 得点   | 出場   | 得点   | 出場 | 得点 |
| ---------- | -------- | --------------- | ------ | ------ | ------ | ------ | ---- | ---- |
| イロドトス | 2018-19  | スーパーリーグ2 | 7      | 0      | 1      | 0      | 8    | 0    |
| アリス     | 2019-20  | スーパーリーグ  | 3      | 0      | 0      | 0      | 3    | 0    |
| 通算       | 通算     | 通算            | 10     | 0      | 1      | 0      | 11   | 0    |